# 바르샤바 국립 필하모니 관현악단

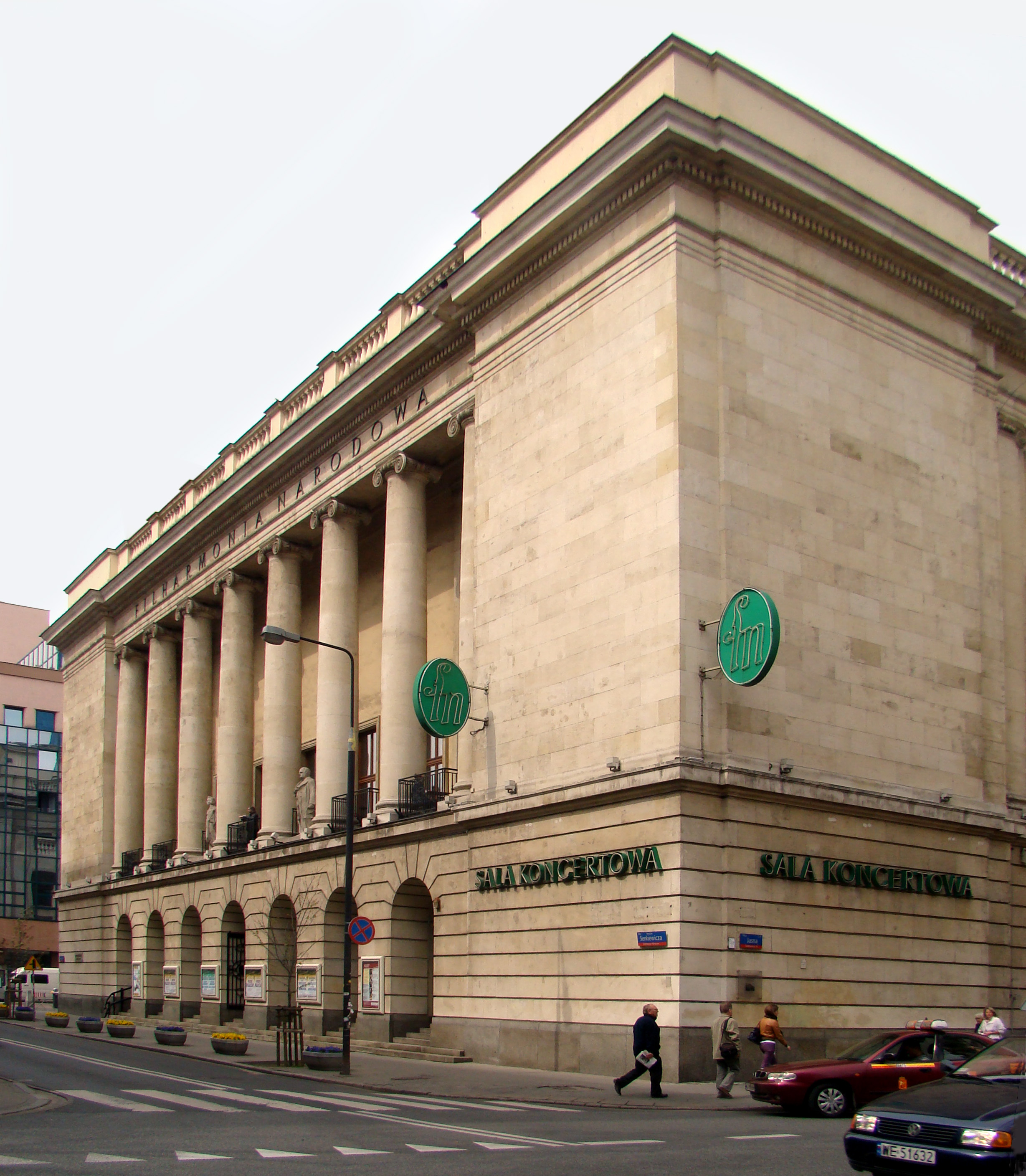

바르샤바 국립 필하모니 관현악단(폴란드어: Orkiestra Filharmonii Narodowej w Warszawie, Warsaw Philharmonic Orchestra)는 바르샤바에 본거지를 둔 폴란드의 대표적인 관현악단이다. 폴란드 내에서는 대개 단순히 '국립 필하모니(Filharmonia Narodowa)'이라는 축소형 명칭이 통용되고 있으며, 정식 영어 명칭도 'Warsaw State Philharmonic Orchestra' 혹은 'Warsaw National Philharmonic Orchestra' 가 되어야 하지만 국립 호칭이 없는 형태로 흔히 불리고 있다. 한국에도 바르샤바 필하모니 관현악단라는 이름으로 많이 알려져 있다.

## 역사
1901년에 폴란드 최초의 연주회 전문 관현악단을 목표로 창단되었으며, 초대 상임 지휘자로 에밀 무이나르스키가 임명되었다. 무이나르스키는 1905년까지 재임하면서 악단의 기초를 닦는 데 주력하는 한편, 국내외의 동시대 작곡가들이 작곡한 최신작을 폴란드에 소개하는 데도 힘썼다. 이러한 경향은 후임자들인 지그문트 노스코프스키와 헨리크 멜체르-슈차빈스키, 그제고쥬 피텔베르크, 즈지스와프 비른바움에게도 계승되었다.
1차 세계대전 종전 후 폴란드가 열강들의 분할 통치에서 벗어나 독립하면서 초대 수상으로 취임한 피아니스트 이그나시 얀 파데레프스키의 전폭적인 지원과 신임 상임 지휘자였던 로만 초이나츠키의 지도로 급속도로 실력과 명성이 향상되기 시작했으며, 초이나츠키는 1938년에 타계할 때까지 20년간 장기 재임했다. 초이나츠키의 후임으로는 유제프 오지민스키가 임명되었으나, 이듬해 나치스 독일이 폴란드를 침공하면서 강제로 물러나게 되었다.
독일의 폴란드 침공 결과 공연장이었던 국립 필하모닉 홀이 폭격으로 전소되었고, 단원들도 상당수가 죽거나 다쳐 연주 활동에 치명적인 타격을 입으면서 악단도 자동적으로 소멸되었다. 독일의 패망 후인 1945년에 악단 재건이 시작되었고, 올기에르트 스트라신스키와 안제이 파누프니크, 얀 마클라키에비츠 등이 차례로 상임 지휘자를 역임했다. 그러나 이들은 모두 1~2년 동안의 단기 재임에 그쳤고, 1950년까지 이러한 잦은 상임 지휘자 교체로 이렇다할 성과를 얻지 못하고 있었다.
1950년에 비톨트 로비츠키가 상임 지휘자에 임명되면서 본격적인 악단 재건과 발전 계획이 시작되었으며, 1955~58년의 공백기를 제외하고 1977년까지 자리를 유지하면서 해외 순회 공연이나 음반 녹음, 바르샤바의 가을 국제음악제 출연 등으로 해외에도 유명세를 떨치기 시작했다. 로비츠키 사임 후에는 카지미에슈 코르트가 직책을 이어받았고, 1989년 사회주의 정권 붕괴 후에도 유임하면서 악단의 명성과 실력 유지에 힘썼다.
코르트는 2001년에 사임한 뒤 명예 음악 감독 직책을 수여받았고, 후임으로는 안토니 비트가 2002년부터 활동하고 있다.

## 주요 활동
창단 때부터 바르샤바의 국립 필하모닉 홀을 상주 공연장으로 삼아 활동했으나, 위에 서술한 대로 필하모닉 홀은 독일 공군의 무차별 폭격으로 전소되었다. 현재의 국립 필하모닉 홀은 1955년에 스탈린 식의 사회주의 사실주의 설계로 재건축된 공연장이며, 사회주의 정권 붕괴 후에도 계속 상주 공연장으로 사용되고 있다.
1920년대 후반과 1930년대 중반부터는 쇼팽 국제 피아노 콩쿨(약칭 쇼팽 콩쿨)과 비에니아프스키 국제 바이올린 콩쿨(약칭 비에니아프스키 콩쿨) 등의 음악 경연대회 결선 무대에서 협연 관현악단으로 출연하기 시작했으며, 강제 중단된 전쟁 기간을 제외하고는 지금도 계속 고정 출연하고 있다. 바르샤바의 가을 국제음악제에서는 자국 작곡가들인 비톨트 루토스와프스키와 크시슈토프 펜데레츠키, 헨리크 구레츠키, 카지미에슈 세로츠키 등의 최신작을 비롯한 현대 작품을 적극적으로 소개했으며, 몇몇 곡들은 로비츠키와 펜데레츠키(자작자연) 등의 지휘로 폴란드 국영 음반사인 무자나 EMI 등을 통해 음반으로 제작되기도 했다.
로비츠키 재임기에는 필립스나 도이체 그라모폰 등 서방 음반사들과도 녹음 작업을 시작했으며, 주로 스뱌토슬라프 리흐테르가 협연한 라흐마니노프나 프로코피에프 등 러시아/소련 작곡가들의 피아노 협주곡이나 차이콥스키의 발레 음악 등을 출반했다. 사회주의 정권 붕괴와 자유화 이후에는 영화음악 등의 녹음도 적극적으로 진행하게 되었는데, 특히 일본 애니메이션들인 자이언트 로보(OVA판)와 천공의 에스카플로네, 창궁의 파프너, 턴에이 건담, 헬싱(OVA판), 창성의 아쿠에리온 등의 OST 녹음으로 유명하다.
최근에는 낙소스와도 계약해 펜데레츠키의 '누가 수난곡' 이나 교향곡 제 7번 '예루살렘의 일곱 대문' 등을 녹음하면서 좋은 반응을 얻고 있으며, 피아니스트 백건우도 비트의 지휘로 데카에 쇼팽의 피아노 협주 작품 전곡을 취입한 바 있다. 부속 단체로는 1953년에 창단된 바르샤바 국립 필하모니 합창단(Chór Filharmonii Narodowej)과 악단원들이 결성한 바르샤바 국립 필하모니 실내 관현악단(Orkiestra Kameralna Filharmonii Narodowej)이 활동하고 있다.

## 역대 상임 지휘자
- 에밀 무이나르스키 (1901-1905)
- 지그문트 노스코프스키 (1906-1908)
- 헨리크 멜체르-슈차빈스키 (1908-1909)
- 그제고쥬 피텔베르크 (1909-1911)
- 즈지스와프 비른바움 (1911-1914, 1916-1918)
- 로만 초이나츠키 (1918-1938)
- 유제프 오지민스키 (1938-1939)
- 올기에르트 스트라신스키 (1945-1946)
- 안제이 파누프니크 (1946-1947)
- 얀 마클라키에비츠 (1947-1948)
- 비톨트 루진스키 (1948-1949)
- 브와디스와프 라치코프스키 (1949-1950)
- 비톨트 로비츠키 (1950-1955, 1958-1977)
- 보단 보디치코 (1955-1958)
- 카지미에슈 코르트 (1977-2001. 이후 명예 음악 감독)
- 안토니 비트 (2002-2013)
- 아나체크 카스프스지크 (2013-)